# Karl-Michael Wohlfarth
Karl-Michael Wohlfarth (* 27. April 1956) ist ein ehemaliger deutscher Fußballspieler.

## Spielerkarriere
Karl-Michael Wohlfarth spielte in der Jugend beim TSV Hirschau und den SV 03 Tübingen, wo er sich zum Jugendnationalspieler entwickelte.
1974 wechselte Wohlfarth zu Hertha BSC. Dort kam er unter Georg Keßler in der Vize-Meister-Saison 1974/75 jedoch nicht zum Einsatz. Am 8. Spieltag der Saison 1975/76 debütierte er dann doch noch, als er bei der 1:2-Niederlage bei Kickers Offenbach in der Schlussphase für Hans Weiner eingewechselt wurde. Danach kam er bei Hertha nicht mehr zum Zuge und verließ den Verein im Sommer 1976 wieder.
Sein Sohn Steffen Wohlfarth brachte es ebenfalls zum Fußballprofi.